# سینگ (دامغان)
سینگ یا سی انگ روستایی در دهستان قهاب رستاق بخش امیرآباد شهرستان دامغان استان سمنان ایران است.

## جمعیت
بر پایه سرشماری عمومی نفوس و مسکن در سال ۱۳۹۵ جمعیت این مکان ۴۰ نفر (۱۳خانوار) بوده‌است.